# Риздвяны (Тернопольская область)
Риздвяны (укр. Різдвяни) — село в Микулинецкой поселковой общине Тернопольском районе Тернопольской области Украины.
Население по переписи 2001 года составляло 620 человек. Занимает площадь 2,244 км². Почтовый индекс — 48127. Телефонный код — 3551.

## История
С 1964 по 1990 г. носило название Свитанок.
До 2020 года входило в Теребовлянский район.